# Пихта гватемальская
Пи́хта гватема́льская (лат. Ábies guatemalénsis) — вид рода Пихта, хвойное вечнозелёное дерево, произрастающее в Центральной Америке: от преимущественно южных (реже — западных и центральных) районов Мексики в северной части своего ареала до Гондураса и Сальвадора в южной части. Среди видов рода Пихта имеет наиболее южный ареал, распространяясь примерно до 14° с.ш.. Растёт в горных влажных лесах, чувствительно к отрицательным температурам (зона морозостойкости 9 с диапазоном абсолютных минимумов температуры от -6.6°C до -1.1°C). 
Из-за вырубок и нарушений местообитаний вид считается уязвимым и внесён в Приложение I CITES.

## Ботаническое описание
Дерево с конической кроной высотой 20—35 м, диаметром 60—90 см. Ветви расположены почти горизонтально. Кора черновато-коричневая, разделяется на пластинки. Веточки опушённые с корой от красновато-коричневого до тёмно-красного цвета.
Почки округло-овальные, смолистые, длиной около 5 мм. Хвоинки от слегка до почти гребенчатых, сверху тёмно-зелёные, снизу с восковым налётом. Длина хвои 1,5—5,5 см, ширина — 1,5—2 мм. Устьица обычно расположены рядами только на нижней стороне. Верх листа оканчивается выемкой.
Женские шишки желтовато-коричневые с фиолетовым налётом, удлинённо-цилиндрические, наверху слегка уплощённые. Их длина 8—11,5 см, ширина 4—4,5 см. Чешуи продолговатые, прицветники скрыты под ними. Семена светло-коричневые до 9 мм в длину с крылышком в 1,5 см.

## Внутривидовая систематика
Различают две разновидности пихты гватемальской:
- Abies guatemalensis var. guatemalensis — типовая форма, произрастающая на большей части ареала[4].
- Abies guatemalensis var. jaliscana — встречается только на севере ареала на территории мексиканских штатов Халиско, Мичоакан, Наярит и, возможно, в Синалоа[2].

## Экология
Пихта гватемальская произрастает на плодородных почвах в прохладном влажном климате гор. В Мексике типичные местообитания приурочены к вулканическим почвам на высоте от 1800 до 3700 м над уровнем моря, хотя в пределах ареала пихта гватемальская встречается и ниже, и выше указанных высотных границ.
До 1940-х годов эта порода была широко распространена, однако, в результате вырубок под увеличивающиеся плантации сельскохозяйственных культур (в особенности, кофе) многие местообитания были уничтожены. По некоторым данным, в Гватемале площади большинства лесных массивов с пихтой гватемальской обычно не превышают 3 км² (за исключением крупнейшего из всех оставшихся массивов — Лос-Альтос де Сан-Мигель в Тотоникапане; площадь этого леса составляет 52000 акров, т.е. более 210 км²). Статус угрожаемого вида и внесение в приложение CITES делают незаконной вырубку этих деревьев и международную торговлю древесиной.